# إنديانابوليس 500 سنة 1922
سباق إنديانا بوليس -500 ميل 1922 أقيم في حلبة إنديانابوليس موتور سبيدواي في 30 مايو 1922 وفاز في السباق جيمس أنتوني ميرفي من فريق جيمس أنتوني ميرفي بمتوسط سرعة 94.484 ميل/س (152.057 كم/س).
وكان أول المنطلقين جيمس أنتوني ميرفي بسرعة 100.500 ميل/س (161.739 كم/س).